# Carlos Cunha (ator)
José Carlos Braga da Cunha (Lisboa, 27 de Março de 1954) é um actor português.

## Biografia
Estreou-se no teatro em 1973 na peça O Príncipe e a Corista, no Teatro Variedades.
Em 1968 participou no filme Estrada da Vida.
Na televisão participa em vários programas como: "Marina, Marina" (RTP), "Ora Bolas Marina" (SIC) ou "Os Nossos Dias" (RTP).
Foi casado com a atriz Marina Mota.

## Prémios e Reconhecimento
Em 2022, recebeu da Câmara Municipal de Lisboa a Medalha Municipal de Mérito Cultura, no aniversário do 100º aniversário do Parque Mayer. 

## Televisão
- Sabadabadu, 1981-1982[3]
- "Ponto e Vírgula", em 1984
- "A Quinta do Dois" (Zé da Viúva), em 1986
- "Marina, Marina", em 1990
- "Ora Bolas, Marina", em 1993
- "Barba e Cabelo", em 1995/6;
- "Marina, Dona Revista", em 1996
- "Cuidado com o Fantasma", em 1997/8
- "Docas 2", em 1998
- "Um Sarilho Chamado Marina", em 1998/9
- "Bora Lá Marina" em 2000
- "Pupilas do Senhor Doutor"
- Camilo O Pendura
- "Maré Alta", em 2004/5
- Camilo em Sarilhos 2005
- Portugal no Coração (sketches) 2010
- Morangos com Açúcar 2011/2012- Diamantino (Elenco principal) TVI
- Mundo ao Contrario 2013- Zé Manel  (Elenco adicional) TVI
- Doida por Ti 2012-13  Vicente Camacho (Elenco adicional)TVI
- Mulheres 2014- Romeu (Elenco principal) TVI
- Bem-Vindos a Beirais 2014- Dino (Participação) RTP1
- Os Nossos Dias 2015-16- Jacinto (Elenco principal)
- Desliga a Televisão 2019 (Elenco principal)
- Ai a Minha Vida 2020- Emanuel Paiva (Protagonista) TVI
- Nazaré (telenovela) 2020- Gerente do Bar (Participação) SIC
- Patrões Fora 2021- Marcos Pereira  (Participação)
- Rua das Flores 2022- Fernando (Elenco principal) TVI
- Sangue Oculto 2022-23 - Joaquim Agostinho (Elenco principal) SIC
- Festa é Festa 2023–25 - Rufino (Elenco principal) TVI

## Cinema
- "Estrada da Vida", em 1968
- "Um Crime de Luxo", em 1991
- Teu Mundo não cabe nos Meus Olhos, em 2016

## Teatro
- "Um Padre à Italiana", em 1973, no Teatro Variedades
- "Uma no Cravo outra na Ditadura", em 1974, no Teatro ABC
- "Pra Trás Mija a Burra", em 1975, no Teatro ABC
- "Desculpa ó Caetano", em 1977, no Teatro Variedades
- "Rei, Capitão, Soldado, Ladrão", em 1978, no Teatro Maria Vitória
- "Mais Vale Sá Que Mal Acompanhado", em 1980, no Teatro Maria Vitória
- "Há Petróleo no Beato", em 1981, no Teatro Variedades
- "Ó Zé Arreganha a Taxa", em 1982, no Teatro Variedades
- "É Sempre a Aviar", em 1982, no Teatro ABC
- "Quem me Acaba o Resto?", em 1983, no Teatro Maria Vitória
- "O Bem trAMADO", em 1984, no Teatro Maria Vitória
- "Não Batam Mais no Zézinho", em 1985, no Teatro Maria Vitória
- "Isto é Maria Vitória", em 1986, no Teatro Municipal Maria Matos
- "Escrita em Dia", em 1987, no Teatro Municipal Maria Matos
- "Toma Lá Revista", em 1987, no Teatro Municipal Maria Matos
- "A Prova dos Novos" e "A Prova dos Números Novos", em 1988 e 1989, no Teatro Variedades
- "Vitória! Vitória!", em 1990, no Teatro Maria Vitória
- "Cheira a Revista", em 1992, na digressão
- "A Pão e Laranjas", em 1993, no Teatro Maria Vitória, em algumas sessões
- "Ora Bolas Pró Parque", em 1996, no Teatro Maria Vitória
- "HIP HOP'arque!, em 2007/8, no Teatro Maria Vitória
- "Piratada à Portuguesa" em 2008/2009, no Teatro Maria Vitória
- "Juntos em Revista" em 2015, em digressão